# Andrew Raffo Dewar
Andrew Raffo Dewar (* 1975) ist ein US-amerikanischer Jazz- und Improvisationsmusiker (Sopransaxophon, Komposition) und Hochschullehrer.
Dewar arbeitete ab 1995 in der Musikszene in Minneapolis, dann in New Orleans, in der San Francisco Bay Area und New York City. Unterricht hatte er bei Steve Lacy, Anthony Braxton, Phillip Greenlief, Alvin Lucier, Bill Dixon und Milo Fine. Zudem beschäftigte er sich mit traditioneller indonesischer Musik und experimenteller Musik. Er komponierte für verschiedene Ensembles in Indonesien, USA und Japan; außerdem erhielt er Stipendien und Preise von Arts International, Meet The Composer und der Getty Foundation. Dewar arbeitete u. a. mit dem Anthony Braxton 12+1tet (9 Compositions (Iridium) 2006) und im Bill Dixon Orchestra (17 Musicians in Search of a Sound: Darfur, 2007). Dewar ist Assistant Professor für Interdisziplinäre Künste am New College und an der School of Music der University of Alabama.